# Diou (Indre)
Diou és un municipi francès, situat al departament de l'Indre i a la regió de Centre – Vall del Loira. L'any 2007 tenia 275 habitants.

## Demografia

### Població
El 2007 la població de fet de Diou era de 275 persones. Hi havia 125 famílies, de les quals 43 eren unipersonals (35 homes vivint sols i 8 dones vivint soles), 43 parelles sense fills, 31 parelles amb fills i 8 famílies monoparentals amb fills.
La població ha evolucionat segons el següent gràfic:
Habitants censats

### Habitatges
El 2007 hi havia 152 habitatges, 125 eren l'habitatge principal de la família, 22 eren segones residències i 5 estaven desocupats. 147 eren cases i 5 eren apartaments. Dels 125 habitatges principals, 98 estaven ocupats pels seus propietaris, 25 estaven llogats i ocupats pels llogaters i 2 estaven cedits a títol gratuït; 2 tenien una cambra, 3 en tenien dues, 26 en tenien tres, 37 en tenien quatre i 57 en tenien cinc o més. 102 habitatges disposaven pel capbaix d'una plaça de pàrquing. A 60 habitatges hi havia un automòbil i a 58 n'hi havia dos o més.

### Piràmide de població
La piràmide de població per edats i sexe el 2009 era:
| Homes | Edats   | Dones |
| ----- | ------- | ----- |
| 0     | 95 o +  | 0     |
| 0     | 90 a 94 | 0     |
| 0     | 85 a 89 | 4     |
| 4     | 80 a 84 | 0     |
| 0     | 75 a 79 | 4     |
| 12    | 70 a 74 | 4     |
| 28    | 65 a 69 | 16    |
| 0     | 60 a 64 | 16    |
| 4     | 55 a 59 | 0     |
| 12    | 50 a 54 | 20    |
| 20    | 45 a 49 | 8     |
| 4     | 40 a 44 | 0     |
| 4     | 35 a 39 | 0     |
| 4     | 30 a 34 | 16    |
| 0     | 25 a 29 | 0     |
| 4     | 20 a 24 | 0     |
| 0     | 15 a 19 | 0     |
| 8     | 10 a 14 | 8     |
| 8     | 5 a 9   | 12    |
| 4     | 0 a 4   | 0     |

## Economia
El 2007 la població en edat de treballar era de 164 persones, 129 eren actives i 35 eren inactives. De les 129 persones actives 123 estaven ocupades (69 homes i 54 dones) i 6 estaven aturades (1 home i 5 dones). De les 35 persones inactives 10 estaven jubilades, 13 estaven estudiant i 12 estaven classificades com a «altres inactius».

### Ingressos
El 2009 a Diou hi havia 122 unitats fiscals que integraven 275,5 persones, la mediana anual d'ingressos fiscals per persona era de 18.217 €.

### Activitats econòmiques
Dels 12 establiments que hi havia el 2007, 1 era d'una empresa de fabricació de material elèctric, 6 d'empreses de construcció, 1 d'una empresa de comerç i reparació d'automòbils, 2 d'empreses d'hostatgeria i restauració, 1 d'una empresa immobiliària i 1 d'una empresa de serveis.
Dels 6 establiments de servei als particulars que hi havia el 2009, 1 era un paleta, 2 lampisteries, 1 electricista i 2 restaurants.
L'any 2000 a Diou hi havia 13 explotacions agrícoles que ocupaven un total de 1.169 hectàrees.

## Poblacions més properes
El següent diagrama mostra les poblacions més properes.